# 14499 Сатотосіо
14499 Сатотосіо (14499 Satotoshio) — астероїд головного поясу, відкритий 15 листопада 1995 року.
Тіссеранів параметр щодо Юпітера — 3,670.
Названо на честь Сатотосіо (яп. さとうとしお(佐藤利男) сато:тосіо).